# Вулиця Верхній Вал (Київ)
Ву́лиця Ве́рхній Ва́л — вулиця в Подільському районі міста Києва, місцевість Поділ. Пролягає від Глибочицької до Набережно-Хрещатицької вулиці. Разом з вулицею Нижній Вал складав єдину магістраль (бульвар), де Верхній Вал є її правим боком з парною нумерацією будинків.
Перетинається вулицями Воздвиженська , Житньоторзька, Костянтинівська, Межигірська, Волоська, Почайнинська.

## Історія
Вали слугували північною межею міста за литовської доби. Деякий час обстоювалась думка, що Верхній і Нижній Вали відповідають літописному Стовп'ю, що тягнулося від Хоревиці до Почайни і захищало княжий град з півночі, але та думка спиралась на хибну оцінку розмірів та населення домонгольського Міста (відомо: у XVII столітті киян було 10-15 тис., за різними оцінками в XI столітті — не менше ніж 50, а то й 100 тис.). І тепер переважає думка, за якою північна межа Києва лежала в районі нинішніх вулиць Юрківська — Щекавицька, а з Хоревицею та струмком, що біжав вздовж укріплення, ототожнюють Юрковицькі гору та ручай.
У 2-й половині XVII століття для укріплення берегів р. Глибочиці були споруджені земляні вали, від яких і дістала назву вулиця. Глибочиця розділяла Поділ на Подільську (південну, починалася від Верхнього Вала) та Плоську частину (північну, за Нижнім Валом).  Після пожежі 1811 року подільські вулиці були переплановані. Верхній та Нижній Вали були розділені так званою Канавою, яка утворилася внаслідок злиття річок Киянка та Глибочиця.
Бульвар між Верхнім та Нижнім Валом був закладений 1842 року. Канава, залишок Глибочиці, існувала до 1930-х років, коли вона була забрана в колектор.
Збереглася майже вся забудова 1-ї половини XIX — початку XX століття, є декілька будинків 1930-х років.
З 1960-х по 2000-ні роки Рибальським вантовим мостом сполучалася з Рибальським островом.
Верхній та Нижній вали, скоріш за все, зазна́ють сильних змін після побудови Подільського мостового переходу. Розглядаються різні способи розширення проїзної частини вулиць, аж до побудови естакади, але скоріш за все Вали спіткає доля більшості міських бульварів — поглинання пішохідної смуги зеленого насадження сірим асфальтовим покриттям.

## У міському фольклорі
Вулиці увійшли до міського фольклору, так один з варіантів пісні рос. «А без Подола Киев невозможен..» має рядки:
| Переклад: Верхній вал — Нижній вал: Сам Хмельницький тут бував Та водив до Дніпра поїти коня. Це все піде на злам Та побудують новий будинок За проектом завтрашнього дня… (Леонід Духовний) Оригінальний текст (рос.) [ Верхний вал — Нижний вал: Сам Хмельницкий здесь бывал И водил к Днепру поить коня. Это всё пойдет на слом И построят новый дом, По проекту завтрашнего дня… ] Помилка: {{Lang}}: текст вже має курсивний шрифт (допомога) |

## Зображення

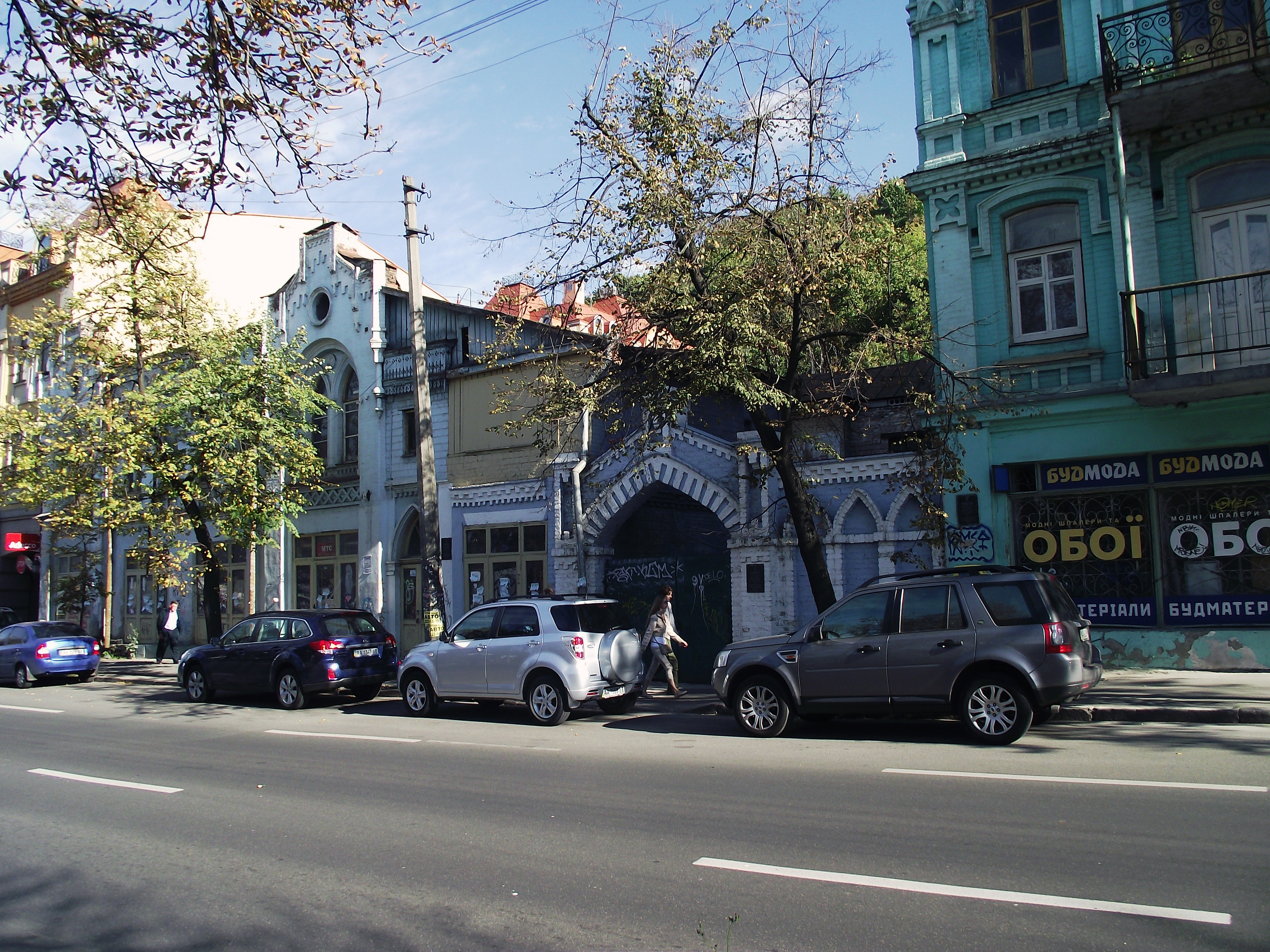
Верхній Вал, 4. Зліва направо: хазяйський особняк; огорожа з брамою; прибутковий будинок
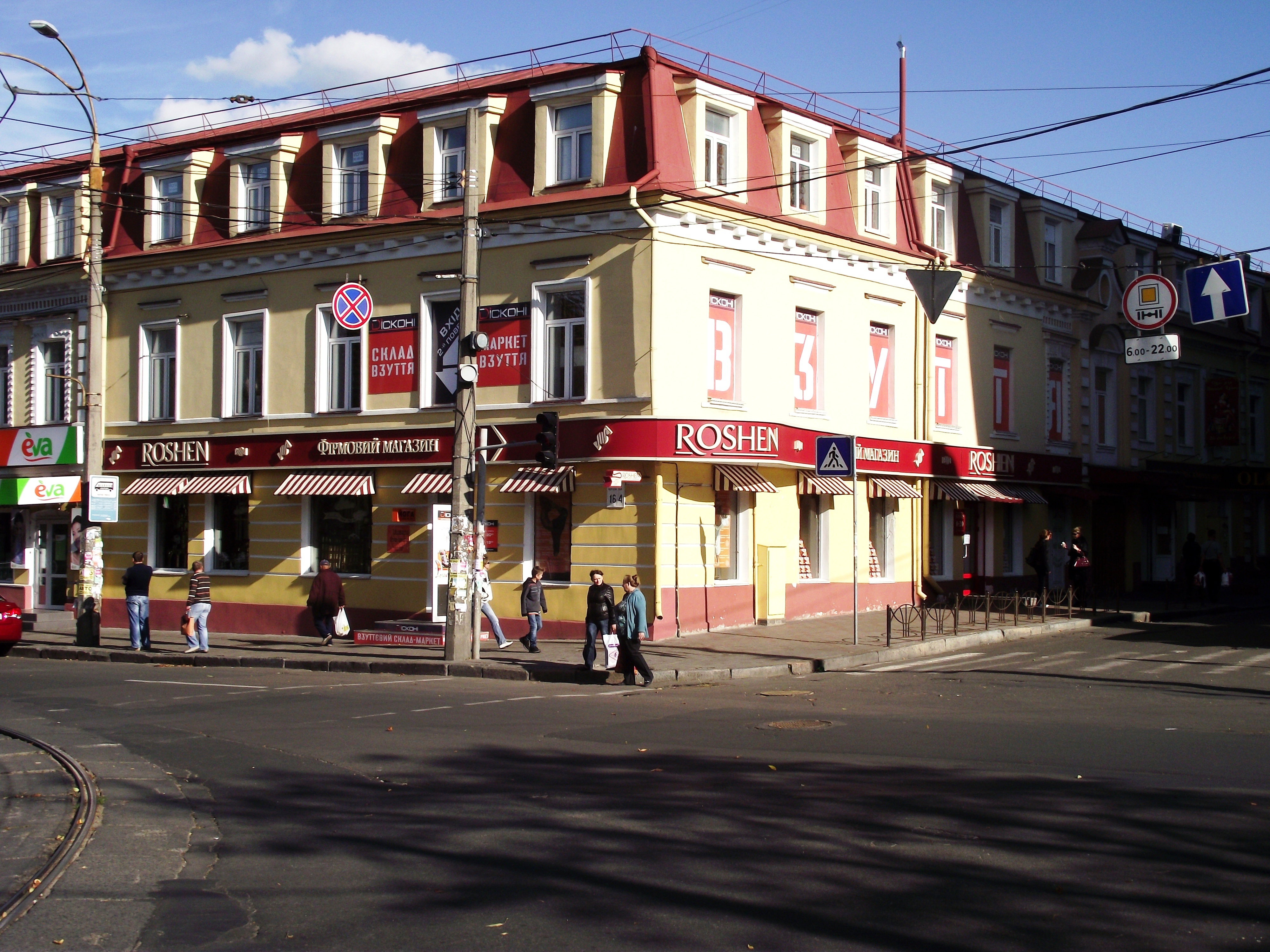
Верхній Вал, 4/16. Будинок з торговельними приміщеннями
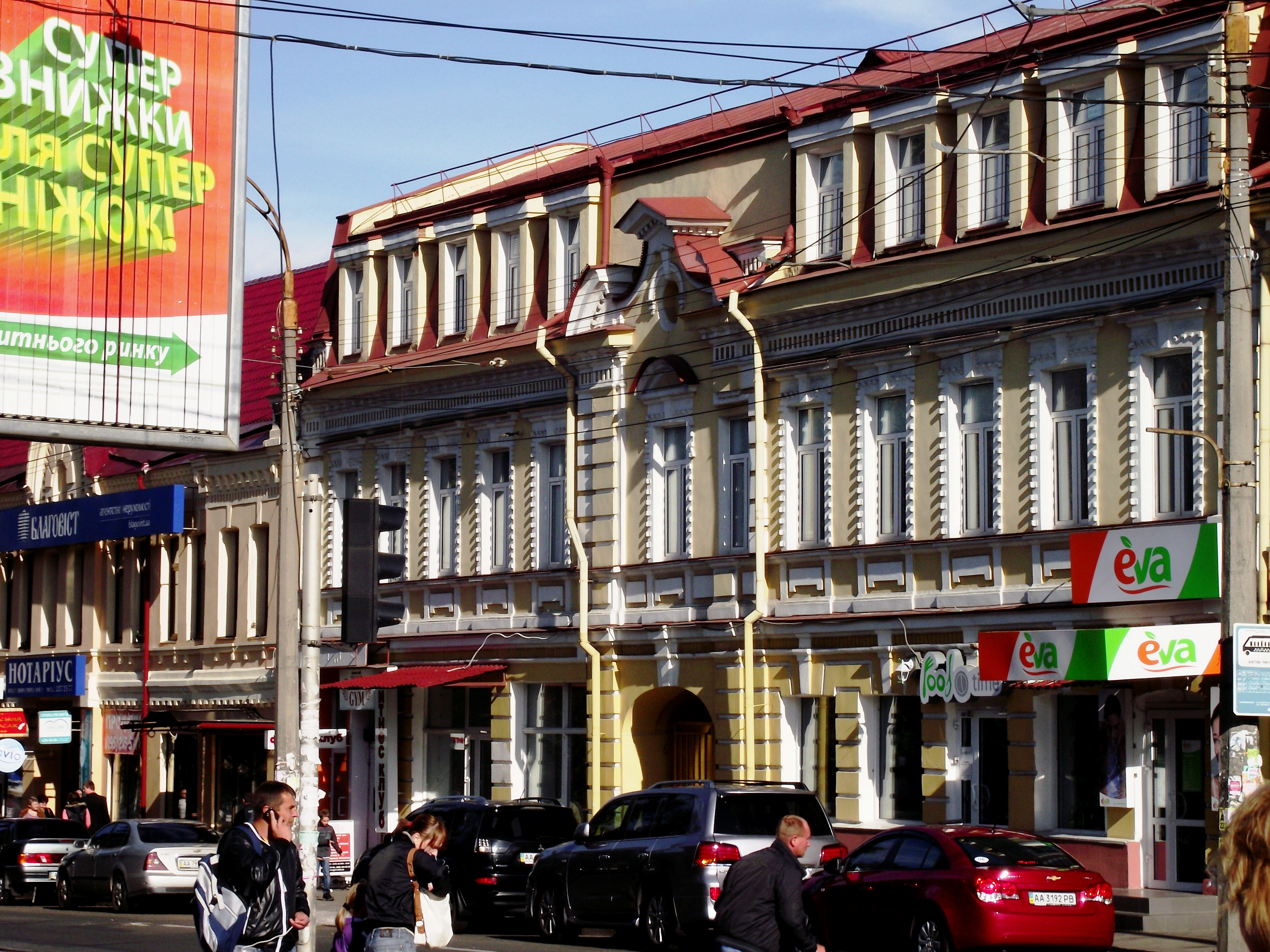
Верхній Вал, 16а. Будинок з торговельними приміщеннями
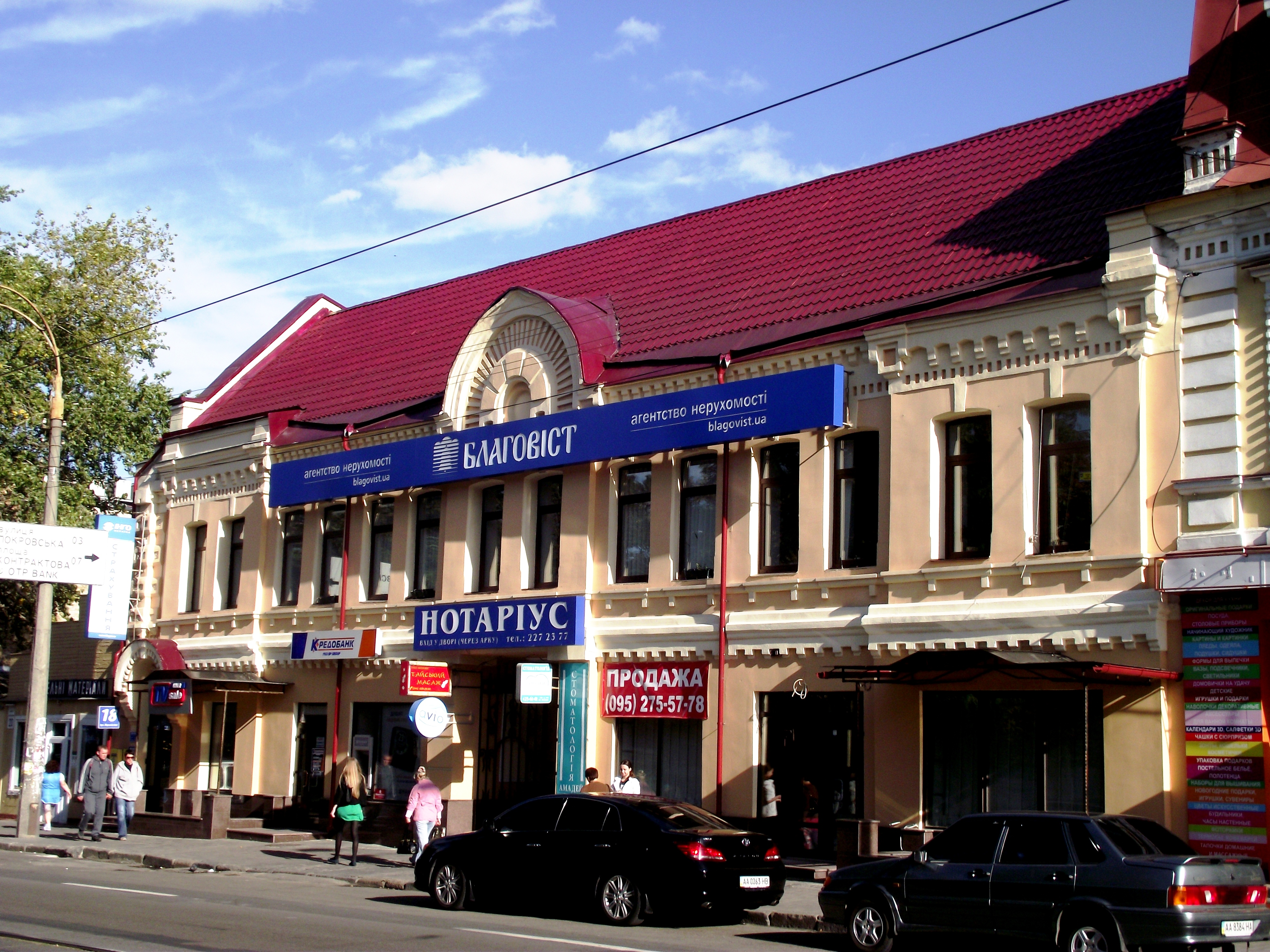
Верхній Вал, 18. Будинок з торговельними приміщеннями
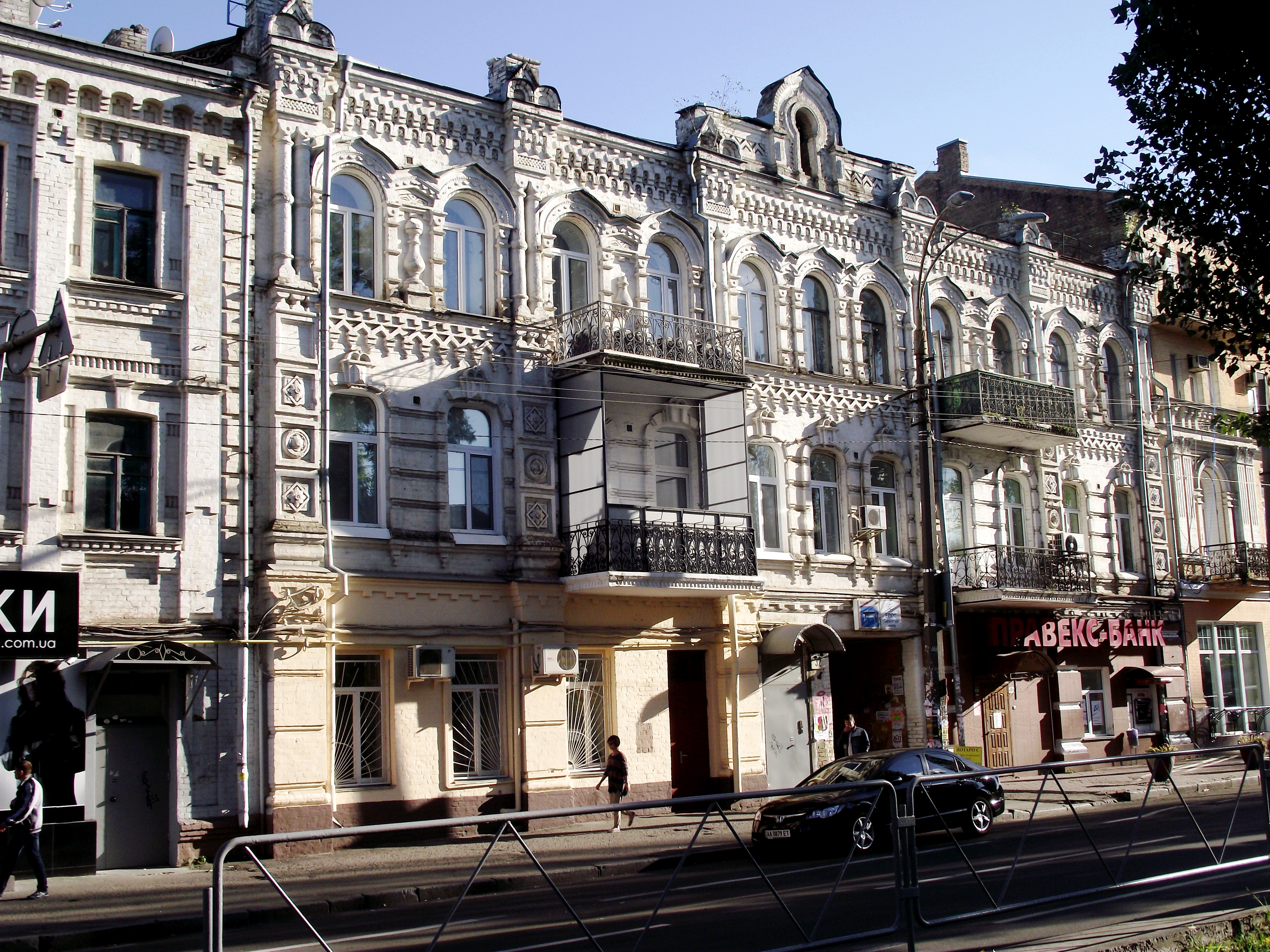
Верхній Вал, 32. Прибутковий будинок
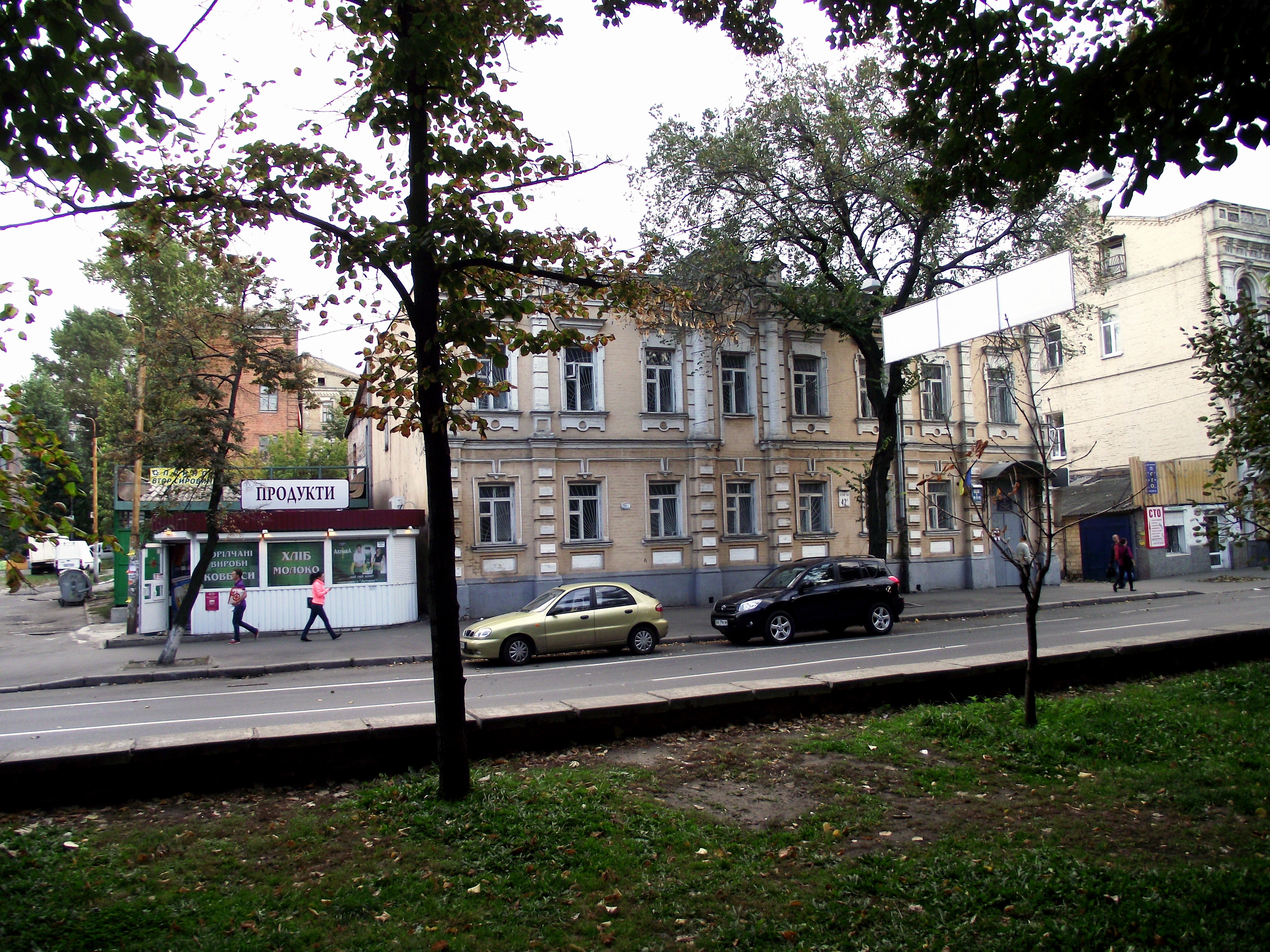
Верхній Вал, 42. Особняк
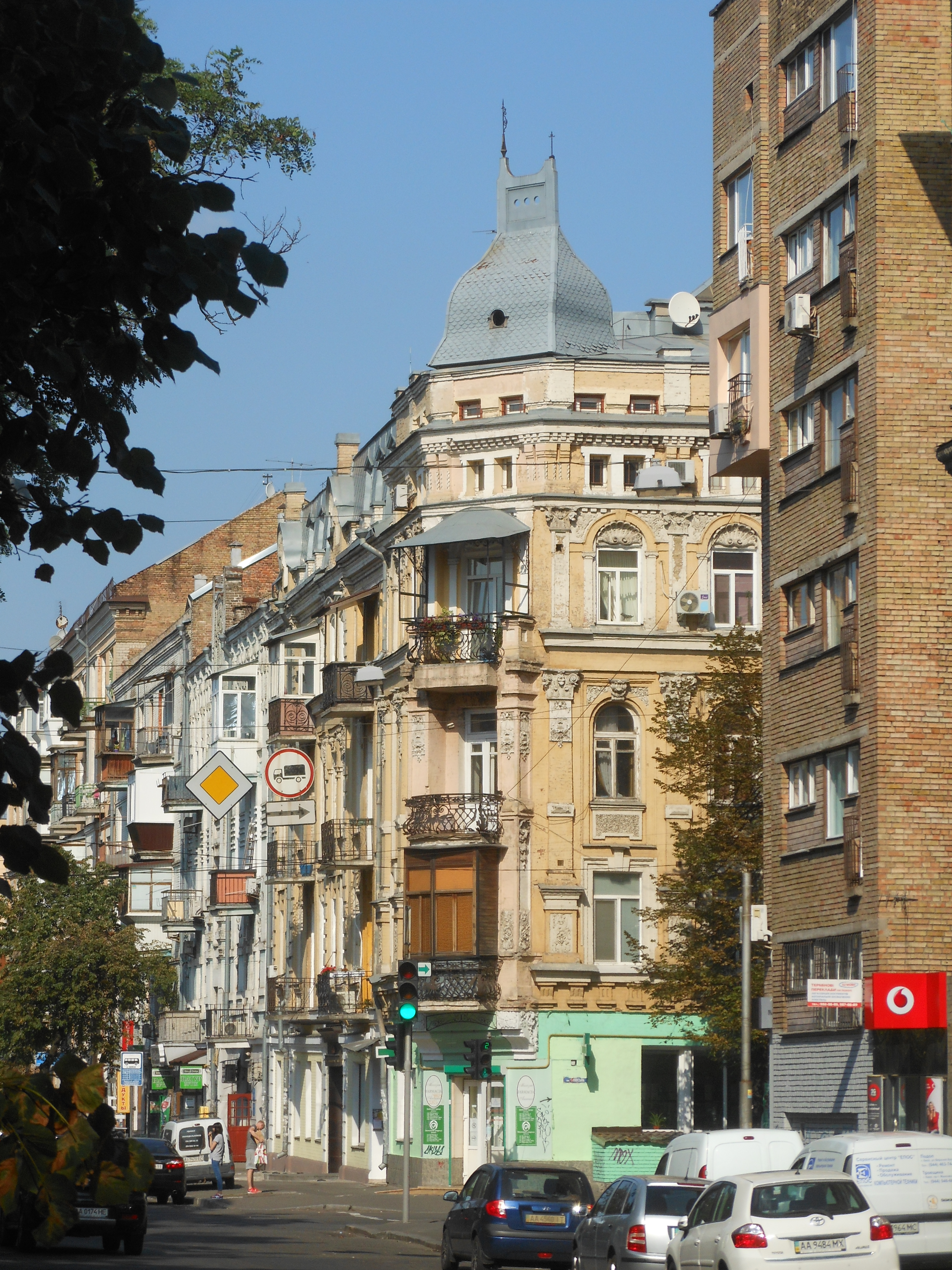
Будинок 48